# Aeroportul Rainbow Lake
Aeroportul Rainbow Lake (IATA: YOP, ICAO: CYOP) este un aeroport din Alberta, Canada. Aeroportul a fost tranzitat în 2017 de 0 pasageri.
Situat la o altitudine de 535 m, aeroportul dispune de 1 pistă.

## Infrastructură

### Piste
Aeroportul dispune de o singură pistă. Pista are orientarea 09/27. 